# Besòs i el Maresme
Besòs is een buurt in het district Sant Martí in het noordoostelijk deel van de Spaanse stad Barcelona. In het oosten grenst het aan de plaats Sant Adrià de Besòs. De naam van deze buurt komt van de rivier Besòs die hier langs stroomt.